# بذور البن

أماكن انتشار زراعة قهوة أرابيكا (أصفر) وروبستا (أخضر غامق)، أما الأخضر الفاتح فيمثل مناطق تنتشر فيها زراعة كلا النوعين

بذور البن، أي حبّوب نبتة البُنّ، هي حسلة داخل ثمرة حمراء أو أرجوانية وغالباً ما يشار إليها على أنها كرزة. وعلى الرغم من أنها بذور، إلا أنه يشار إليها بشكل غير صحيح على أنها 'حبوب' نظراً لشبهها بحبوب الفاصوليا. على الغالب، تحتوي ثمار (أو بمسمياتها الأخرى - حبوب البن أو كرزة القهوة) على قطعتين في جانبي الثمرة. ويندر أن تجد ثمار تحتوي على بذرة واحدة، بدلاً من بذرتين كالمعتاد. تتكون بذور القهوة في معظمها من سويداء البذرة كما هو الحال في الجوز البرازيلي والأرز الأبيض.
صِنفا القهوة الأهم من حيث الجودة الاقتصادية هما الصنفان المعروفان باسمي «كافايا أرابيكا» و«روبَستا». حوالي 75-80% من القهوة المنتجة عالمياً هي من نوع أرابيكا في حين أن 20% من الإنتاج هو من نوع روبَستا.
تحتوي بذور القهوة صنف أرابيكا على ما نسبته 0.8-1.4٪ من الكافيين، أما صنف روبَستا فيحتوي على 1.7-4٪ من الكافيين.
نظراً لأن القهوة تعتبر أحد أكثر المشروبات استهلاكاً على نطاق واسع في العالم، تعتبر بذور القهوة بمثابة محصول نقدي ومنتج مهم للتصدير، هذا وتشكّل القهوة ما يزيد عن 50٪ من عوائد النقد الأجنبي في بعض الدول النامية.
تستورد الولايات المتحدة القهوة أكثر من أي دولة أخرى في العالم.
تفيد إحصائيات عام 2009 أن معدل استهلاك الشخص العادي في الولايات المتحدة من القهوة حوالي 4.09 كغم (أي ما يعادل 9 أرطال).

## التاريخ والمنشأ

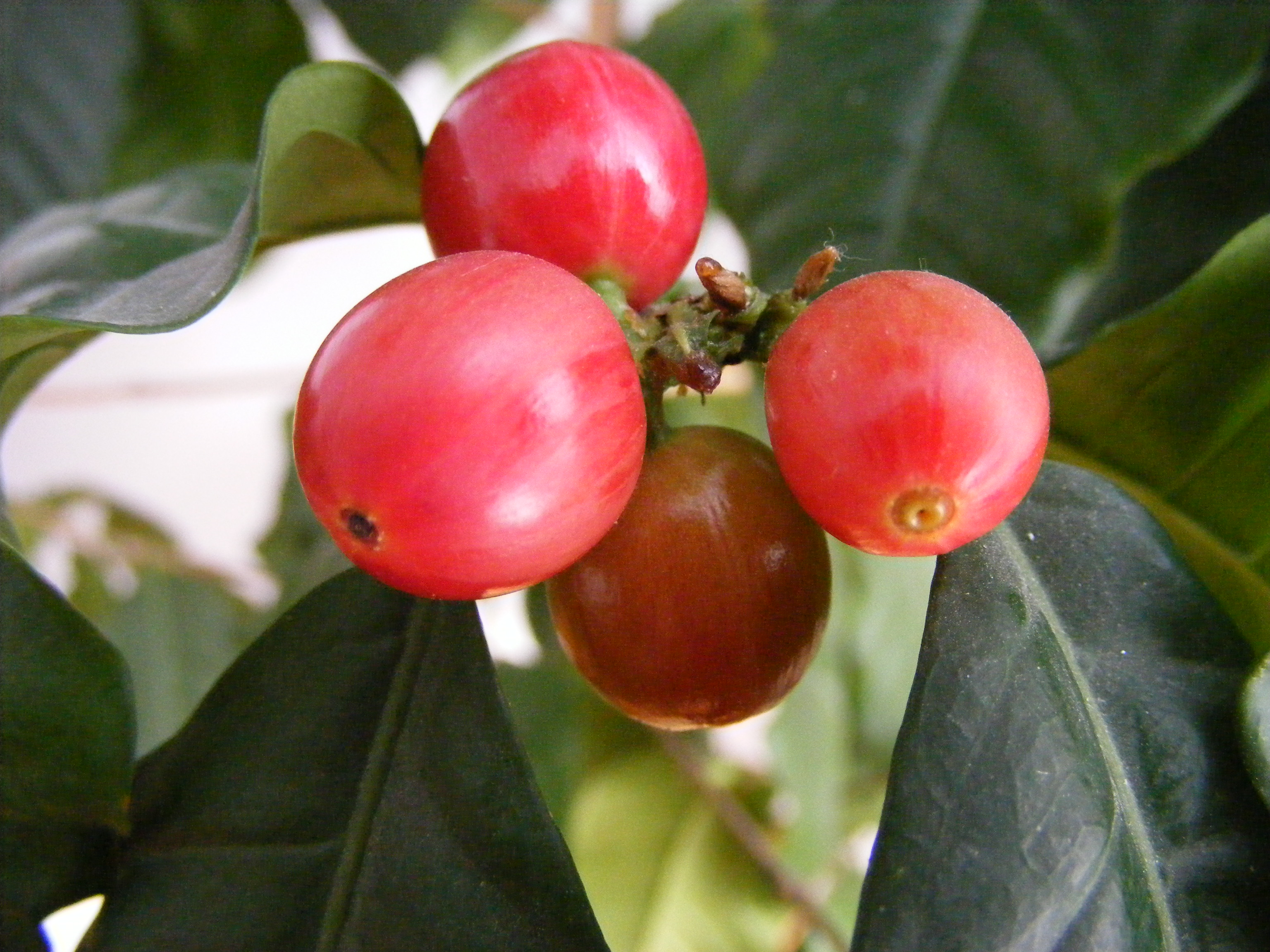
كرزات القهوة

يعود تاريخ القهوة إلى القرن الثالث عشر، ويعتقد أن أصول القهوة أتت من إفريقيا الشرقية وقد يكون العرب أول من زرعها. تظهر أولى الأدلة مصداقية أن شرب القهوة أو معرفة شجرتها قد بدأ في القرن الخامس عشر، في الأديرة الصوفية في اليمن. بحلول القرن السادس عشر، انتشرت القهوة إلى بقية دول الشرق الأوسط وفارس وتركيا وشمال أفريقيا. ثم انتشرت في البلقان وإيطاليا إلى بقية أوروبا، وإلى إندونيسيا ثم إلى الأمريكيتين
تعتبر أمريكا الجنوبية الآن مسؤولة عن ما يقرب من 45٪ من إجمالي صادرات القهوة في العالم. إذ ينتج معظم هذا المحصول في البرازيل

### تواريخ هامة
- زراعة القهوة لأول مرة في أوروبا، وهي أول زراعة خارج شرق أفريقيا والجزيرة العربية - 1616
- زراعة القهوة لأول مرة في الهند - أواخر 1600
- زراعة القهوة لأول مرة في منطقة جاوة، إندونيسيا - 1699
- زراعة القهوة لأول مرة في منطقة الكاريبي (كوبا، هايتي، جامايكا، سانتو دومينغو، هايتي، بورتوريكو – 1715–1730
- زراعة القهوة لأول مرة في أمريكا الجنوبية – 1730
- زراعة القهوة لأول مرة في جزر الهند الشرقية الهولندية – 1720
- بيعت البذور المحمصة في سوق التجزئة لأول مرة في بيتسبرغ – 1865
- تم تطوير تقنيات التجفيف بالرش - عقد 1950

## أصل الاسم
يشير قاموس أوكسفورد الإنجليزي إلى أن معظم اللغات الأوروبية قد أخذت الاسم عن اللغة التركية "kahveh" منذ عام 1699 للميلاد. وقد تكون التسمية انتقلت من اللغة التركية إلى اللغة الإيطالية "caffè". يقال بأن اللفظ لغة عربية "qahwah" واللفظ التركي "kahveh" هما صناعة معجمية، إذ أن المعنى الأصلي للكلمة باللغة العربية هو النبيذ أو نوع من أنواع الخمر. أما جذر الفعل فهو «قهى»، تُقهي أي تذهب بشهوة الطعام.
يذهب البعض إلى أن التسمية أجنبية من اللغات الأفريقية، وقد تكون ذات ارتباط بإمبراطورية إثيوبيا، حيث تعتبر نبتة القهوة شائعة في تلك المنطقة. لكن ليس هناك دليل على ذلك

## نبتة البن
يتراوح طول نبتة البن بين 5–10 م (16–33 قدم). بعد نمو النبتة، يقل ظهور أغصان جديدة، لكنها تحمل أوراقاً وثماراً أكثر. تُثمر نبتة البن بعد 3-4 سنوات من زراعتها؛ ويستمر الإنتاج إلى فترة من 10 إلى 20 عاماً، ويتوقف ذلك على نوع النبتة وطبيعة البيئة التي تنمو فيها.
تنمو نبتة البن في صفوف تبعد عن بعضها البعض بمقدار قدم. ويقوم بعض المزارعين بزراعة أشجار الفاكهة حولها أو يزرعونها على جوانب التلال، حيث أنها بحاجة إلى ظروف خاصة لتزهر.
تحتاج بذور نبتة البن نوع أرابيكا لدرجة حرارة تترواح بين (15 م - 24 م)،(59 ف - 75 ف) لتنمو، ويحتاج البن نوع روبَستا إلى درجة حرارة تترواح بين (24 م - 30 م)،(75 ف - 86 ف)، وتعتبر مياه الأمطار من وسائل الري المهمة لبذور البن إذ تترواح حاجتها السنوية ما بين (15 إنش3 إلى 30 إنش3)،(12 سم إلى 59 سم3).
كما تحتاج بذور البن إلى مياه وفيرة في بداية الموسم، حيث تكون الفاكهة في طور النمو، وتقل حاجتها للمياه عندما تنضج. تمتد فترة الحصاد في أي منطقة من ثلاثة أسابيع إلى ثلاثة أشهر، وفي بعض المناطق تستمر طيلة العام.

### المعالجة
تزهر نبتة البن بعد 3 إلى 4 سنوات من زراعتها، ويتم حصاد (قطف) الثمار للمرة الأولى بعد نضجها في السنة الخامسة، ويتم ذلك إما باستخدام طريقة "القطاف الاختياري"، حيث يتم التقاط ثمار مختارة فقط، أو «القطاف الشامل»، حيث يتم التقاط كافة الثمار عن غصن واحد كل مرة. ونظراً لأن الثمار لا تنضج كلها مرة واحدة، يعاد القطاف في نفس المنطقة مرات عديدة لالتقاط ما ينضج من الثمار، ما يجعل الحصاد المرحلة الأكثر كثافة من مراحل عملية معالجة البن.
ثمة طريقتان لمعالجة ثمار البن؛ تعرف الطريقة الأولى «بالمعالجة الرطبة» وهي الطريقة المنتشرة في أمريكا الوسطى وبعض مناطق أفريقيا؛ وفيها يتم فصل البذور عن الكرزات ومن ثم يتم تخميرها ونقعها في الماء لمدة يومين. يعمل هذا على إذابة أي لب أو بقايا لزجة قد تكون لا تزال عالقة بالبذور. ثم تغسل وتجفف تحت أشعة الشمس، أو في آلات التجفيف في حالات التصنيع الكبيرة.

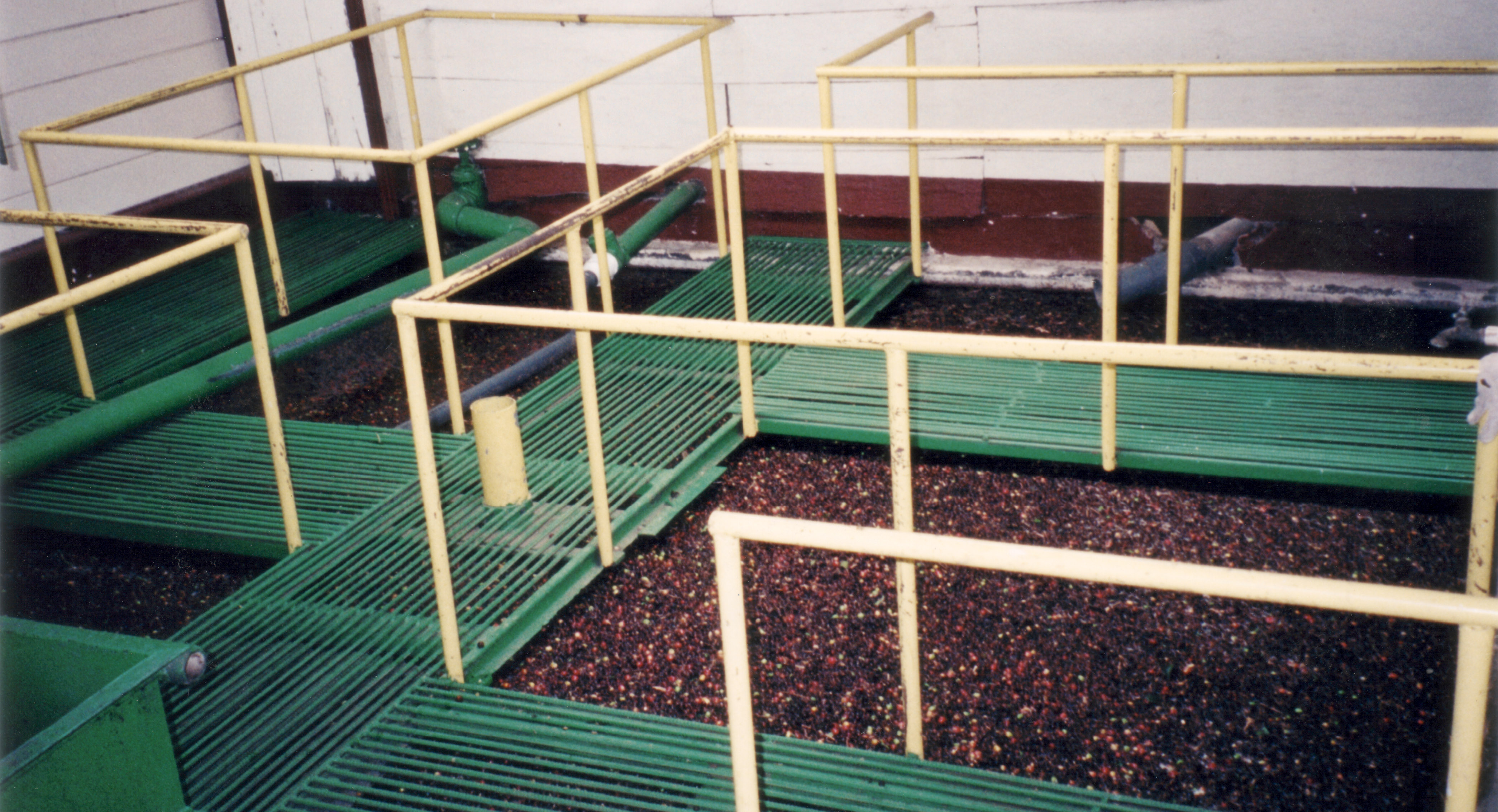
فرز ثمار البن في الماء

تعرف الطريقة الثانية «بالمعالجة الجافة» وهذه الطريقة أرخص وأبسط، وتستخدم لمعالجة البذور الأقل جودة، وتستخدم في البرازيل وأجزاء من أفريقيا. يتم فصل الأغصان والأجسام الأخرى عن الكرزات، ومن ثم تنشر الثمار تحت أشعة الشمس فوق سطح إسمنتي أو سطح مصنوع من الطوب لمدة أسبوعين إلى ثلاثة أسابيع، ويتم تقليبها باستمرار حتى تجف. ثم يُزال اللب المجفف عن البذور.
بعد المعالجة، تزال القشور، ويتم تحميص البذور، بحيث تكتسب لوناً بنياً متفاوتاً، وأخيراً يتم فرزها وتغليفها في عبوات.

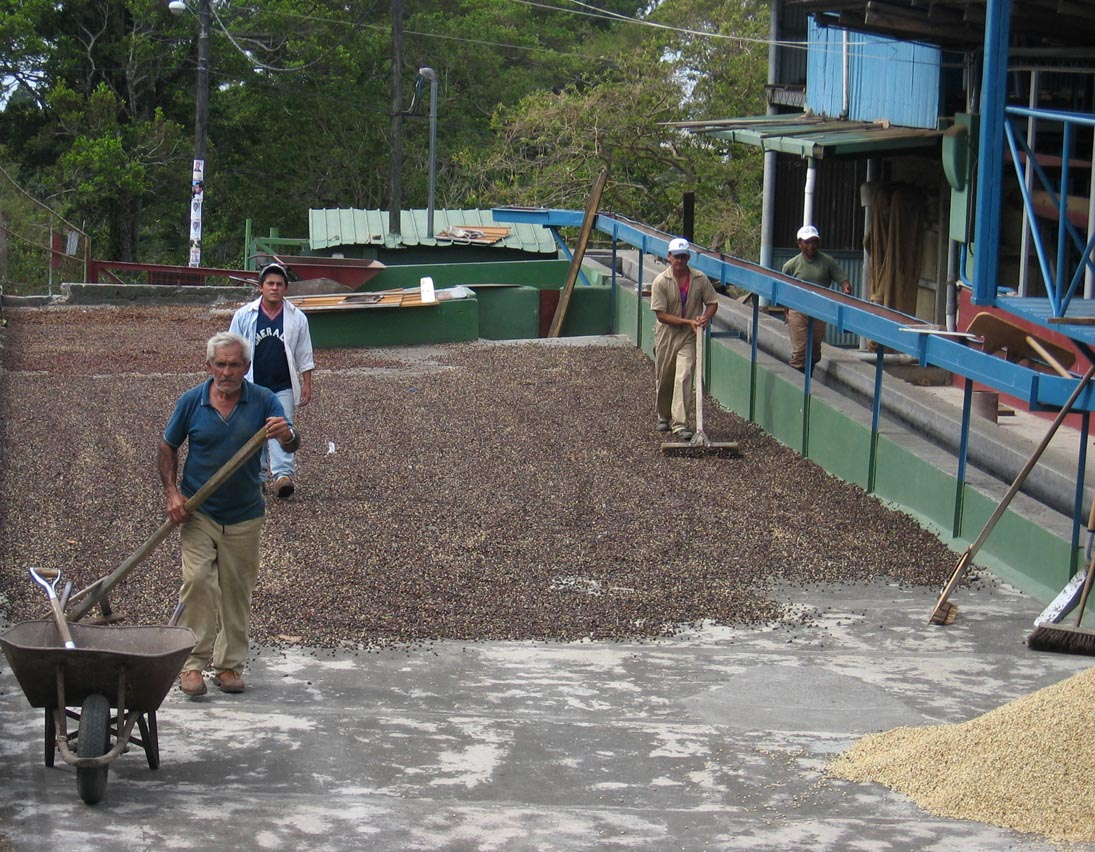
تجفيف بذور البن بالطريقة التقليدية في بنما

## مكونات بذور البن الأخضر

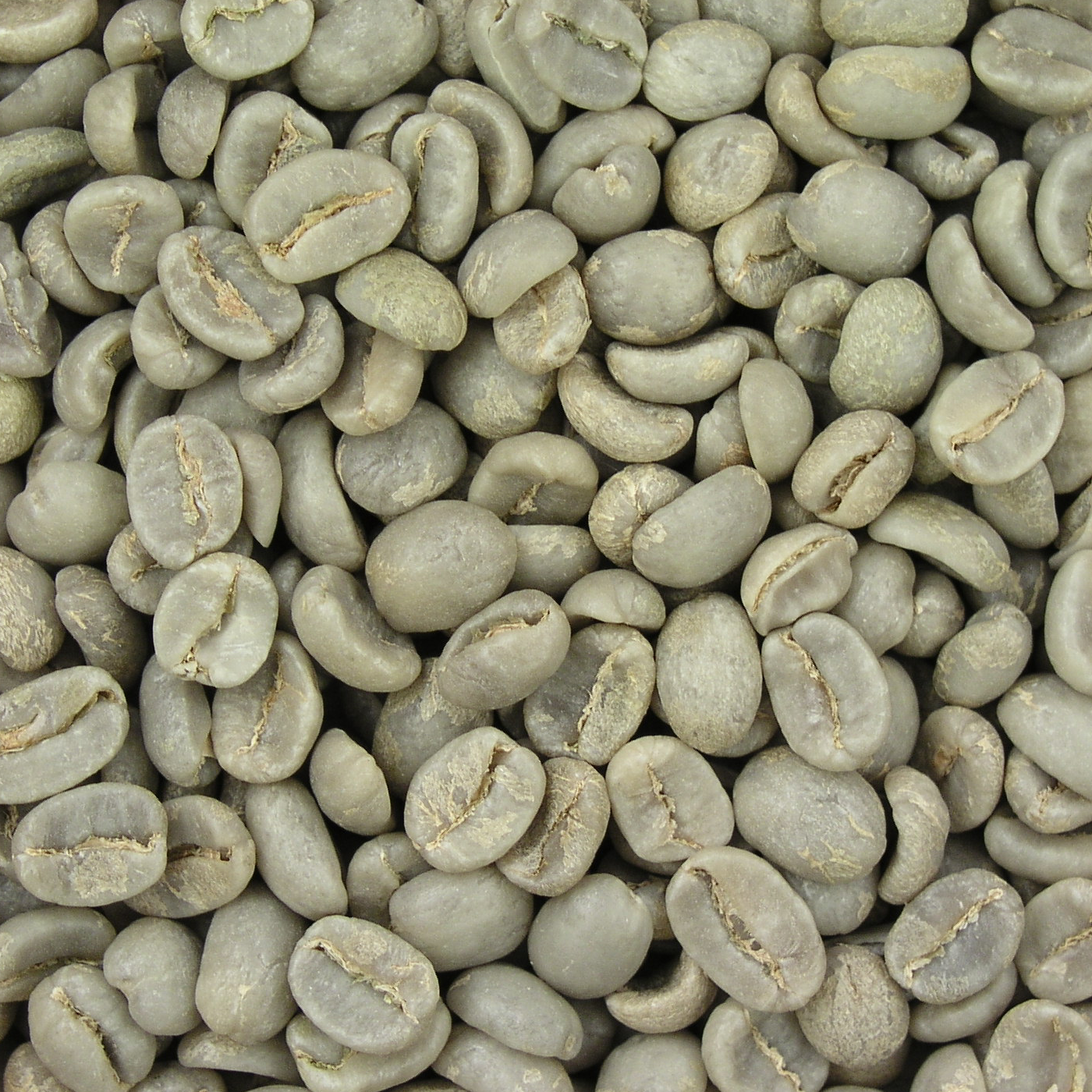
مظهر بذور البن الخضراء غير المحمّصة.

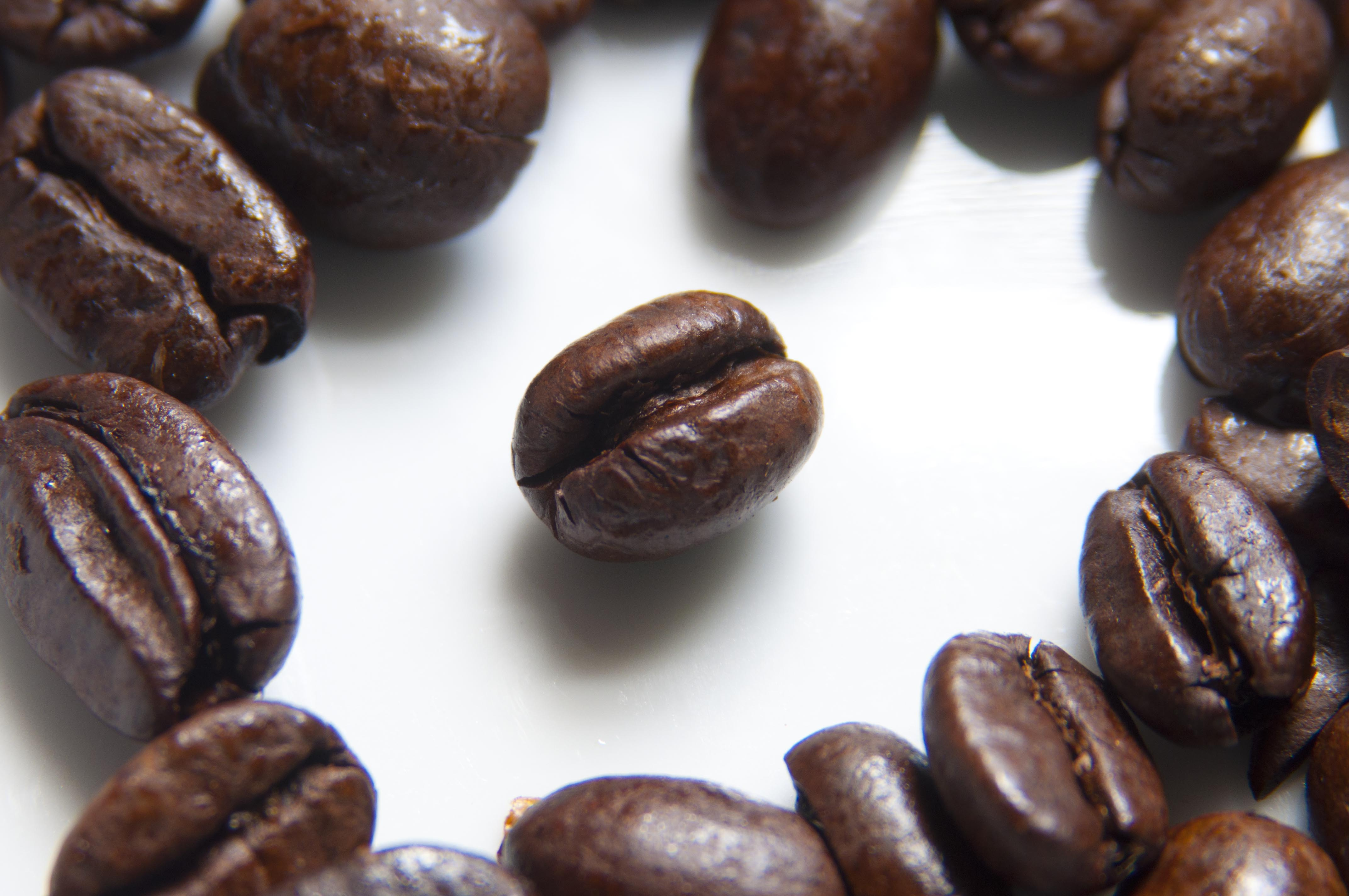
بذور البن المحمصة.

يشير مصطلح «بذور البن الأخضر» إلى بذور البن غير المحمصة، سواء كانت ناضجة أو غير ناضجة. يتم تجهيز هذه البذور باستخدام وسائل معالجة رطبة أو جافة لإزالة اللب الخارجي والصمغ، ويكون لبذرة القهوة طبقة شمعية سليمة على السطح الخارجي. البذور غير الناضجة هي البذور الخضراء، لكن بعد نضجها تتحول للون الأصفر أو البني أو البني الضارب إلى الحمرة، هذا وتزن كل حبة بن جافة ما بين 300 إلى 330 ملغ عادة.
تعتبر المركبات الطيارة وغير الطيارة في بذور البن عامل حماية، إذ تعمل بمثابة درع حماية ضد تناول البذور من قبل الحيوانات العاشبة والطيور والحشرات. فضلاً عن ذلك، تسهم هذه المركبات في منح بذور البن النكهة المميزة بعد تحميصها. المركبات غير الطيارة النيتروجينية (بما فيها أشباه القلويات وترايغونلاين trigonelline والبروتين والأحماض الأمينية الحرة والسكريات) مهمة جداً لإنتاج نكهة القهوة ورائحتها الذكية عند التحميص، ومهمة أيضاً للتأثير البيولوجي للقهوة.

### أشباه القلويات غير المتطايرة

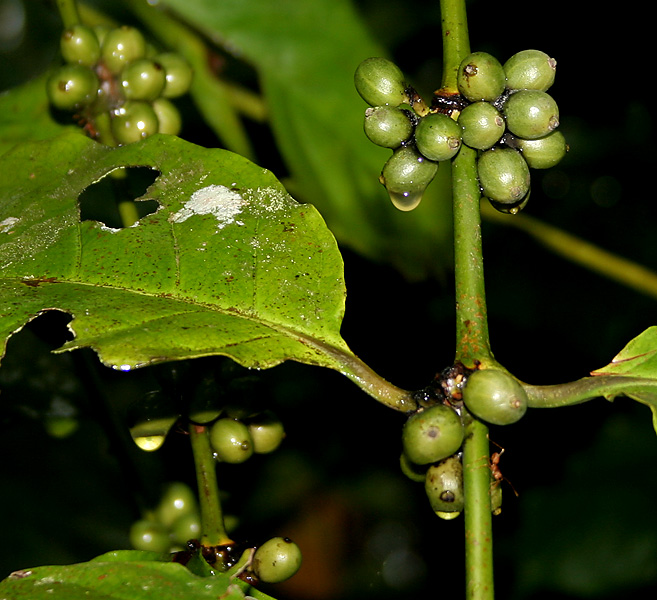
ثمار قهوة روبَستا غير ناضجة على الشجرة، في منطقة غوا، الهند.

الكافيين (1,3,7-ثلاثي مثيل الزانثين) هو مادة شبه قلوية وهو الأكثر توافراً في بذور البن الخضراء والمحمصة على السواء. تتراوح كمية الكافيين بين 1.0٪ و2.5٪ من الوزن الجاف للبذور الخضراء. هذا ولا يتغيّر محتوى الكافيين أثناء نضوج البذور الخضراء. كما توجد كميات ذات تراكيز منخفضة من تيوفيلين وثيوبرومين والبارازاثين والليبرين ومثيل ليبرين. ينخفض تركيز الثيوفيلين، وهو مادة شبه قلوية توجد في الشاي الأخضر، أثناء تحميص البذور لمدة 15 دقيقة على درجة حرارة 230 درجة مئوية (446 فهرنهايت)، في حين أن تراكيز المركبات شبه القلوية الأخرى لا تتغير. تزيد قابلية ذوبان الكافيين في الماء بارتفاع درجة الحرارة، وبإضافة أحماض الكلوروجينيك (حمض الليمون وحمض الطرطريك) التي تتوفر في بذور البن الخضراء. على سبيل المثال، يذوب غرام واحد من الكافيين في 46 مل من الماء عند درجة حرارة الغرفة، في حين يذوب 5.5 مل عند درجة حرارة 80 مئوية (176 فهرنهايت).
مادة تريغونيلين هي إحدى مشتقات فيتامين بي6، وهي ليست مرة الطعم كما هو الكافيين. في بذور البن الخضراء، يكون محتوى المادة 0.6% و1.0%. عند التحميص على درجة حرارة 230 درجة مئوية (446 فهرنهايت)، يتحلل حوالي 85% من تريغونيلين إلى نياسين، وتبقى كميات صغيرة من الجزيئات غير المتحولة في البذور المحمصة.

### البروتينات والأحماض الأمينية
يشكل البروتين من 8% إلى 12% من وزن البذور الجافة. ومعظم هذا البروتين من نوع 11-S-storage، تتحطم معظم الأحماض الأمينية فيه أثناء نضوج الحبوب الخضراء. كما تتحلل البروتينات من نوع 11-S-storage إلى أحماض أمينية منفردة أثناء عملية التحميص وذلك بتأثير الحرارة، وهي بالتالي تشكل مصدراً إضافياً للمكونات المرة، المتكونة من تشكّل مركبات تفاعل ميلارد. تعمل الحرارة المرتفعة وتركيز الأوكسجين ودرجة الحموضة pH المنخفضة على تحلل بروتين 11-S-storage في البن الأخضر إلى ببتيدات ذات وزن جزيئي منخفض وأحماض أمينية. تتسارع عملية التحلل بوجود الأحماض العضوية مثل أحماض الكلوروجينيك ومشتقاتها. ومن البروتينات الأخرى الهامة لنضخ بذور البن الأخضر الإنزيمات، مثل كاتالاز والبوليفينول أوكسيديز. تحتوي القهوة الناضجة على أحماض أمينية حرة بتركيز 4.0 ملغم\غم في قهوة روبَستا و4.5 ملغم\غم في قهوة أرابيكا.
في قهوة أرابيكا، يعتبر الحمض الأميني ألانين مرتفع التركيز إذ يصل إلى 1.2 ملغم\غم، يتبعه الأسبارجين بتركيز 0.66 ملغم\غم. أما في روبَستا، الحمض الأميني الأعلى تركيزاً هو ألانين الأعلى تركيزاً 0.8 ملغم\غم ثم الأسبارجين بتركيز 0.36 ملغم\غم. تسهم الأحماض الأمينية الحرة في منح القهوة الخضراء الطازجة طعماً غير محبب، لذا يصعب إعداد مشروبات مرغوب بها بوجود هذه المكونات.
أما القهوة المحمصة فلا تحوي أي أحماض أمينية حرة، إذ أنها تتحلل وتتفكك أثناء التحميص.

### الكربوهيدرات
تشكّل الكربوهيدرات حوالي 50% من الوزن بذور البن الأخضر الجافة. ويهيمن عديد السكاريد على تلك النسبة كالسليولوز والأرابينوغالاكتان والغالاكتومانان، وهي تسهم في النكهة التي لا طهم لها للبن الأخضر. يشكّل الأرابينوغالاكتان حوالي 17% من الوزن الجاف لبذور البن الأخضر، ويبلغ وزنها الجزئيي من 90 إلى 200 كيلو دالتون؛ ويتكون من سلاسل جالاكتوز رئيسية ذات روابط بيتا 1-3.
مع مكونات متكررة من أرابينوز وجالاكتوز في السلاسل الجانبية التي تكوّن الخصائص المناعية من خلال تحفيز نظام الدفاع الخلوي (استجابة Th-1) في الجسم. تحوي البذور الناضجة التي يتراوح لونها بين البني والأصفر على القليل من بقايا الجلاكتوز وأرابينوز في سلسلة عديدة السكريات الجانبية. وهذا ما يجعل البن الأخضر أكثر مقاومة للانحلال والتكسر وأقل ذوباناً في الماء. الوزن الجزيئي لمادة أرابينيوغالاكتان في القهوة هو الأعلى في معظم النباتات وهذا يحسن نظام الدفاع الخلوي في الجهاز الهضمي.
توجد السكريات الأحادية الحرة في حبوب البن الناضجة ذات اللون الأصفر-البني. وتتضمن سكروز (غلوكوز سكر الفواكة) ويصل تركيزه إلى 9000 ملغم\100 غم في البن الأخضر نوع أرابيكا بينما ينخفض تركيزه في روبستا ليصل 4500 ملغم\100 غم. في البن الأخضر نوع أرابيكا، فإن محتوى الجلوكوز الحر يكون من 30 إلى 38 ملغم\100 غم، والفركتوز الحر من 23 إلى 30 ملغم\100 غم، والجلاكتوز الحر 35 ملغم\100 غم.
المانيتول هو مقاوم قوي للهيدروكسيدات التي تنتج أثناء أكسدة الدهون في الأغشية البيولوجية

### الدهون
تتضمن الدهون التي توجد في البن الأخضر حمض زيت الكتان وحمض النخليك وحمض الزيتيك وحمض الشمع وحمض الأراكيديك (حمض الفول السوداني) وتربين وجليسريد ثلاثي وحمض دهني طويل السلسلة وإسترات وأميدات. يبلغ محتوى الدهون الإجمالي في بذور البن الأخضر ما بين 11.7 غم إلى 14 غم في كل 100 غم. تتواجد الدهون على سطح البذور وفي داخلها. أما تلك التي توجد على السطح، فتشمل مشتقات حمض الكربوكسيل-خماسي-هيدروكسي تريبتاميد، ترتبط مع الأحماض الدهنية بواسطة رابطة أميد، وتشكل حوالي 3% من إجمالي المحتوى الدهني، أو ما يعادل 1200 إلى 1400 ميكروغرام\غرام في بذور البن الخضراء المجففة.
تشكّل هذه المكونات طبقة شمعية تغطي سطح البذور (200 إلى 300 ملغم دهون/100غرام من بذور البن الأخضر المجففة)، وهي بذلك تحمي النسيج الداخلي من التأكسد والحشرات. إضافة لذلك، ثمة نشاط مضاد للتأكسد في هذه الجزيئات، نظراً لتركيبها الكيميائي.
الدهون الموجودة في الأنسجة الداخلية هي دهون ثلاثية وحمض اللينوليك (46٪ من إجمالي الدهون الحرة)، حمض البالمتيك (30% إلى 35% من إجمالي الدهون الحرة) وإسترات. تتضمن بذور البن من نوع أرابيكا محتوى أكبر من الدهون (13.5 إلى 17.4 غم من الدهون في كل 100 غم من بذور البن المجفف) مما يوجد في بن الروبستا (9.8 إلى 10.7 غم من الدهون في كل 100 غم من بذور البن المجفف).
تبلغ كمية الديتيربينز حوالي 20% من نسبة الدهون. ويتضمن الديتيربينز الموجود في البن الأخضر الكافيستول والكاهويول وكافيستال وكاهوييال. بيّنت بعض التجارب المخبرية أن مادة الديتيربينز تحمي أغشية الكبد من الأكسدة الكيميائية.

### الأحماض الكلوروجينية غير المتطايرة
ينتمي حمض الكلوروجينيك إلى مجموعة أحماض الفينوليك، وهو من مضادات الأكسدة. يبلغ تركيز حمض الكلوروجينيك في بذور البن الخضراء من نوع الروبستا حوالي 65ملغم\غم، أما في نوع أرابيكا فنسبته 140ملغم\غم، ويعتمد ذلك على وقت الحصاد.
أثناء التحميص، تفقد البذور حوالي 70% من الأحماض الكلوروجينية، وما يتبقى لا يزيد تركيزه عن 30ملغم\غم في البذور المحمصة. وعلى النقيض من البن الأخضر، فإن الشاي الأخضر يحتوي على حوالي 85ملغم\غم من مادة البوليفينول. قد تكون الأحماض الكلوروجينية ذات قيمة، إذ تحتوي على المركبات المضادة للأكسدة فيها.
الأحماض الكلوروجينية هي مركبات متماثلة، تتضمن حمض الفيريوليك وحمض الكافييك وحمض السينابينيك، وهذه ترتبط بمجموعات ال هيدروكسيل الموجودة في حمض الكينيك بواسطة رابط إستري.
تعتبر قدرة الأحماض الكلوروجينية على مقاومة التأكسد أكثر فعالية مما هي في حمض الإسكوربيك (فيتامين ج) أو مانيتول
للأحماض الكلوروجينية طعم مرّ عندما يكون تركيزه منخفضاً كنسبة 50 ملغم\ليتر ماء. أما في التراكيز التي تصل إلى 1 غرام\ليتر ماء، فيصبح طعمها مالحاً. تزيد الأحماض الكلوروجينية من ذائبية الكافيين.

### المركبات الطيارة

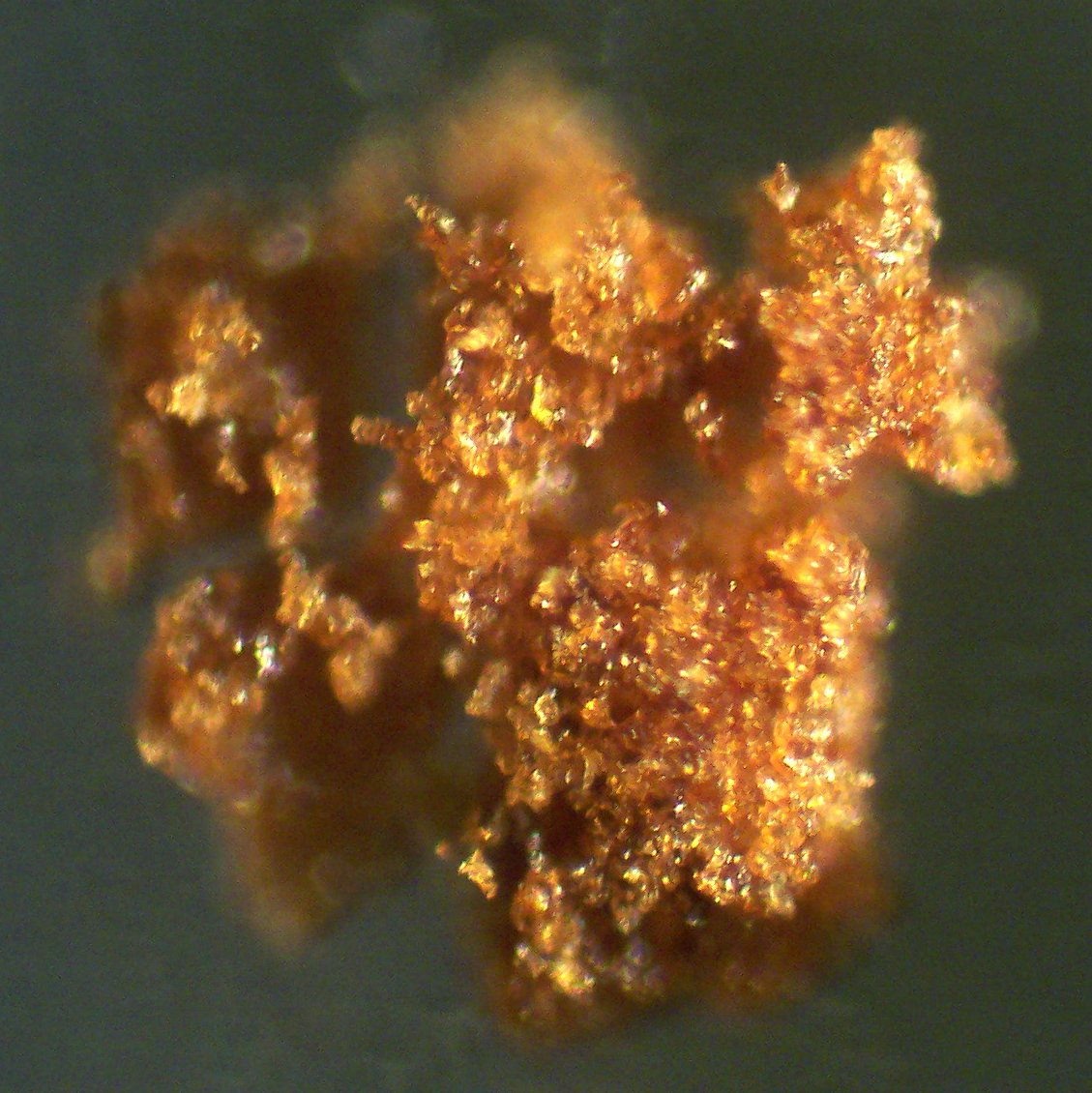
صورة لجزيء كافيين مكبرة 50 مرة

تشتمل المركبات الطيارة الموجودة في بذور البن الخضراء على الأحماض الدهنية قصيرة السلسلة والألدهيد وجزيئات عطرية تحتوي على نيتروجين كمشتقات البايرازين (رائحة خضراء-عشبية-ترابية). بإيجاز، تعتبر هذه المركبات الطيارة مسؤولة عن رائحة وطعم البن الأخضر. وقد يتسبب استنشاق رائحة بذور البن الخضراء المطحونة في الغثيان والتقيؤ، أو تناول المشروبات المصنوعة من مسحوق بذور البن الخضراء. بسبب هذه الرائحة المقرفة، لم تستخدم بذور البن الخضراء كما هي قط لإعداد مشروبات منعشة؛ إذ تسبب مثل هذه المشروبات التقيؤ، على الرغم من أن بذور البن الخضراء تحتوي نفس كمية الكافيين التي يحتويها البن المحمص.
عند تحميص بذور البن الخضراء، تنتج جزيئات أخرى ذات رائحة محببة منعشة غير موجودة في البذور الخضراء. أثناء التحميص، يتم تحييد معظم المركبات الطيارة المسببة للرائحة غير المحببة. لكن التحميص للأسف يتسبب أيضاً في تدمير بعض الجزيئات الأخرى الهامة كالمواد المضادة للأكسدة والفيتامينات.
هذا وقد تم تحديد المركبات الطيارة التالية ذات الرائحة المقرفة في بذور البن الأخضر:
- حمض الخليك وهو لاذع وذو رائحة كريهة.
- حمض البروبانويك، وله رائحة الحليب الحامض أو الزبدة
- حمض البتريك، وله رائحة الزبدة الزنخة، ويوجد في بذور البن الأخضر بتركيز 2 ملغم\100 غرام.
- حمض البنتانويك، وله نكهة الفواكة غير المحببة، ويوجد في بذور البن الأخضر بتركيز 40 ملغم\100 غرام.
- حمض الهكسانويك، وهو ذو رائحة دهنية زنخة
- حمض الهبتانويك، وهو ذو رائحة دهنية.
- حمض الأوكتانويك، وهو ذو رائحة زيتية زنخة مقرفة.
- حمض النونانويك، ورائحته تشبه رائحة الجوز الدهنية المعتدلة.
- حمض الديكانويك وهو ذو رائحة حمضية مثيرة للاشمئزاز.
- أسيتالديهيد، وهو ذو رائحة نفاذة مثيرة للغثيان حتى عندما يكون مخففاً، ويوجد في بذور البن الأخضر بتركيز 5 ملغم\كغم.
- بروبانول، وهو مركب يؤثر على الجهاز التنفسي ويسبب الغثيان، ويوجد في بذور البن الأخضر بتركيز 2 –7 ملغم\كغم.
- بوتانال، يسبب الغثيان والشعور بالاشمئزاز.

## البن الأخضر وإنقاص الوزن الزائد
في دراسة صغيرة النطاق أجريت على مدى 22 أسبوعاً، وجد الباحثون أن 16 شخص من الرجال والنساء ممن يعانون زيادة الوزن فقدوا في المتوسط 17 باونداً بتناول القهوة الخضراء (غير المحمصة) كمكمل غذائي، دون تغيير نظامهم الغذائي مع الحفاظ على النشاط البدني، فقد فقدوا وزناً بنسبة أكبر ممن لم يتناولوها، وكانت نسبة الخسارة في الوزن أعلى عند الذين تناولوا جرعتين. وقد بيّن الدكتور جوي فينسون الحاصل على درجة الدكتوراة وأستاذ الكيمياء في جامعة سكرانتون أن السبب ليس الكافيين الذي يحويه البن الأخضر. هذا وقد عرض نتائج الدراسة في الاجتماع السنوي لجمعية الكيميائيين الأمريكيين في سان دييغو في شهر آذار (مارس) عام 2012. نتائج هذه الدراسة هي تكرار لنتائج الدراسات السابقة، لكن فينسون هنا استخدم جرعات أكبر من حبوب القهوة الخضراء.
أجريت الدراسة على عينة من الأشخاص (رجال ونساء) الذين تراوحت أعمارهم بين 22 و46 عام. حيث أعطوا جرعة 700 ملغم من البن الأخضر المطحون يومياً على مدار فترة الدراسة. وكان معدل خسارة الوزن الإجمالي 10.5% وانخفضت الدهون بنسبة 16%.
قدمت نتائج هذه الدراسة في مؤتمر طبي. لكنها لم تخضع لتدقيق البيانات من قبل خبراء من خارج فريق الدراسة قبل نشر البحث في مجلة طبية.
هذا وانتشرت في الأسواق العالمية منتجات عديدة تتضمن مستخلصات من البن الأخضر، أو بذور البن الأخضر المطحون، ونوه عنها في العديد من البرامج التلفازية الحوارية كبرنامج دكتور أوز. ومن الجدير بالذكر أن التناول المفرط للبن الأخضر قد يؤدي إلى هبوط مفاجئ في ضغط الدم لاحتواءه على حمض الكلورجنيك الذي يعمل على تنظيم مستوى ضغط الدم في حالة الحصول عليه باعتدال.